# Michał Kamieński (artysta)
Michał Kamieński h. Rola (ur. 13 sierpnia 1893 w Glakowie, w powiecie orszańskim, zm. 8 sierpnia 1944 w Warszawie) – major Wojska Polskiego, artysta rzeźbiarz i malarz.  

## Życiorys
Syn Aleksandra i Michaliny z Burło-Burdzickich. Miał dwie siostry (Jadwigę i Alexandrę) oraz dwóch braci (Konstantego – oficera wojsk balonowych, pilota, i Mikołaja). Ukończył Korpus Kadetów w Połocku i szkołę wojskową w Petersburgu. W latach 1910–1914 studiował rzeźbę i malarstwo w akademii petersburskiej u prof. Akademii Sztuk Pięknych W. Beklemiszewa, a także u I. Ginzburga.
Od 1914 r. w stopniu podporucznika służył w wojsku rosyjskim, biorąc udział w walkach z Niemcami i Austriakami. Był dwukrotnie ciężko ranny. 20 lipca 1915 roku pod Chełmem doznał urazu głowy. Za udział w tym boju został odznaczony Orderem Świętej Anny IV klasy z napisem „Za odwagę”. Druga kontuzja zdarzyła się podczas boju koło wsi Świniuchy 3 września 1916 roku. Za udział w tym boju Kamieński został odznaczony orderami: Świętego Stanisława z mieczami i kokardą oraz Świętej Anny III klasy z mieczami i kokardą.
Od 21 listopada 1917 w I Korpusie Polskim w Rosji gen. Józefa Dowbor-Muśnickiego. Po przybyciu do Warszawy w czerwcu 1918 wstąpił do Polskiej Organizacji Wojskowej. W listopadzie tego roku wziął udział w rozbrajaniu Niemców. W Warszawie kontynuował studia rzeźbiarskie u Piusa Welońskiego. Został przyjęty do Wojska Polskiego. 3 maja 1922 został zweryfikowany w stopniu kapitana ze starszeństwem z 1 czerwca 1919 i 10. lokatą w korpusie oficerów samochodowych. Jego oddziałem macierzystym był 8 Dywizjon Samochodowy w Bydgoszczy. 1 grudnia 1924 został mianowany majorem ze starszeństwem z 15 sierpnia 1924 i 1. lokatą w korpusie oficerów samochodowych. W 1928 w 5 Dywizjonie Samochodowym w Krakowie. Następnie został zwolniony z zajmowanego stanowiska i oddany do dyspozycji dowódcy Okręgu Korpusu Nr V. Z dniem 31 sierpnia 1929 został przeniesiony w stan spoczynku.
Od 1938 bądź wcześniej mieszkał w Warszawie ul. Flory 1 m. 8. Rzeźbił pomniki i portrety, uprawiał malarstwo portretowe.
Został rozstrzelany przez Niemców 8 sierpnia 1944 roku w czasie powstania warszawskiego. Miejsce pochowania nieznane. Symboliczny nagrobek ustawiono na grobie brata Konstantego Kamieńskiego na cmentarzu Powązkowskim (kwatera c-4-16).

## Twórczość
Malarstwo
- Portrety marszałka Józefa Piłsudskiego i marszałka Ferdynanda Focha (ofiarowane Wyższej Szkole Wojennej w Warszawie])[1]
- Portret gen. Józefa Dowbór-Muśnickiego (ofiarowany Stowarzyszeniu Dowborczyków)[1]
- Portret gen. Władysława Sikorskiego[1]
- Śmierć ułana polskiego, 1918 (Muzeum Wojska Polskiego)
- Projekt pomnika Dowborczyka, rysunek (Muzeum Wojska Polskiego)

Rzeźby
- Babcia[1]

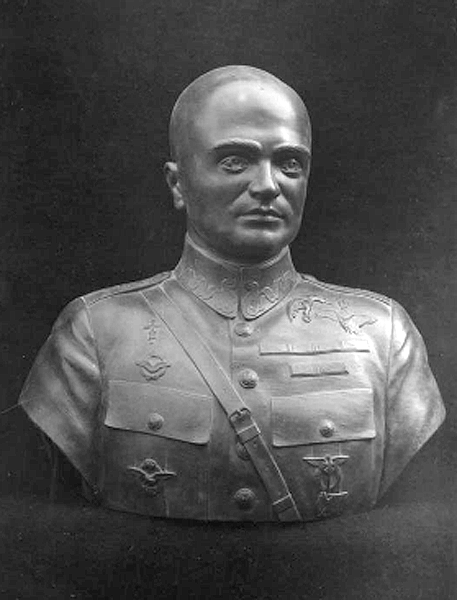
Popiersie Franciszka Żwirki

- Rolnicy (ofiarowana marsz. Józefowi Piłsudskiemu)[1]
- Popiersie płk Louisa Faury (ofiarowane Wyższej Szkole Wojennej, tam do 1939 r.)[1]
- Pomnik Napoleona[1], ok. 1921 (ofiarowany Wyższej Szkole Wojennej ul. Koszykowa w Warszawie;  pomnika, rozebranego po II wojnie światowej, zachowało się popiersie ustawione na dziedzińcu Muzeum Wojska Polskiego[11]; w maju 2011 pomnik został odsłonięty na placu Powstańców Warszawy – przedwojennym Placu Napoleona)
- Model pomnika Napoleona (całej postaci)
- Pomnik Dowborczyków (ustawiony na Wybrzeżu Kościuszkowskim w Warszawie)[1]
- Projekt pomnika Kościuszki (wyróżniony w konkursie w warszawskiej Zachęcie)[1]
- Rzeźba – miniatura „Żołnierz Polski”[1]
- Pomnik Franciszka Żwirki, 1933 (w Centrum Wyszkolenia Lotniczego w Dęblinie)[1]
- Duży pomnik Żwirki i Wigury[1]
- Rzeźba – miniatura Żwirki i Wigury, 1935, brąz (dla Aeroklubu R.P.)[1]
- Rzeźba „Ogrodnik”[1]
- Pomnik Ignacego Jana Paderewskiego w Warszawie, 1938, brąz (obecnie w Parku Ujazdowskim, odsłonięty w 1978 r.)[1]
- Rzeźba – portret „Uśmiech Marszałka”[1]
- Marszałek Piłsudski z buławą[1]
- Pomnik Żołnierzy Wojsk Balonowych w Toruniu
- Pomnik – popiersie Karola Rychlińskiego (ustawiony na terenie szpitala psychiatrycznego w Drewnicy pod Warszawą, odsłonięty 25 czerwca 1933 r.)
- Portret – płaskorzeźba K. Rychlińskiego, 1932
- „Rodacy” (legionista i Dowborczyk), 1918 (do 1939 roku w Muzeum Wojska Polskiego)
- Rzeźba „Generał Sowiński”, 1931 (do 1939 r. w Muzeum Wojska Polskiego)
- Popiersie płk D.W., brąz (wystawione w 1935 r. w TZSP w Warszawie) Wojewódzki Szpital dla Nerwowo i Psychicznie Chorych Drewnica
- „Żołnierz Polski”, brąz, 1925 (Państwowe Zbiory Sztuki na Wawelu)
- Popiersie Stanisław Wigury, marmur (Muzeum Narodowe w Warszawie)
- Popiersie Franciszka Żwirki, brąz
- Śmierć ułana polskiego
- Rzeźba – autopopiersie, brąz
- Rzeźba anioła, brąz (na cmentarzu ewangelicko-augsburskim w Ozorkowie (woj. łódzkie); na początku XXI w. skradziono figurę dziecka ochranianego przez Anioła - element kompozycji rzeźbiarskiej[12])

## Ordery i odznaczenia
- Złoty Krzyż Zasługi (17 stycznia 1938)[13]
- Order Świętego Stanisława z mieczami i kokardą (Imperium Rosyjskie)
- Order Świętej Anny III klasy z mieczami i kokardą (Imperium Rosyjskie)
- Order Świętej Anny IV klasy (Imperium Rosyjskie)
- Medal Zwycięstwa („Médaille Interalliée”)[14]